# 拉维勒迪约迪唐普勒
拉维勒迪约-迪唐普勒（法語：La Ville-Dieu-du-Temple，法語發音：[la vil djø dy tɑ̃pl]）是法国奥克西塔尼大区塔恩-加龙省的一个市镇，属于蒙托邦区。

## 地理
拉维勒迪约-迪唐普勒（44°2'5"N, 1°13'1"E）面积26.16 平方千米，位于法国奧克西塔尼大區塔恩-加龙省，该省份为法国西南部内陆省份，北起顺时针与洛特省、阿韦龙省、塔恩省、上加龙省、热尔省和洛特-加龙省接壤。
与拉维勒迪约-迪唐普勒接壤的市镇（或旧市镇、城区）包括：阿尔伯弗耶-拉加尔德、巴里迪勒马德、卡斯泰尔萨拉桑、埃斯卡塔朗、唐普勒堡、莫扎克、蒙伯通、圣波基耶。
拉维勒迪约-迪唐普勒的时区为UTC+01:00、UTC+02:00（夏令时）。

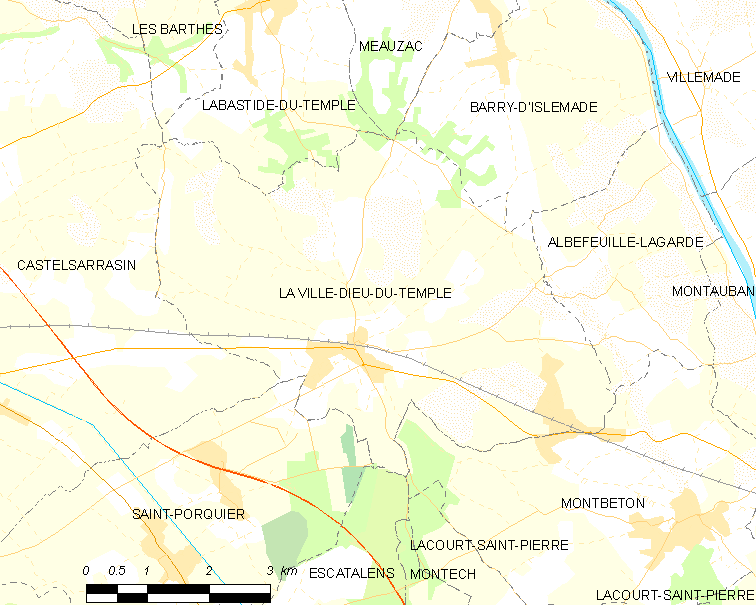
拉维勒迪约-迪唐普勒的OSM定位图

## 行政
拉维勒迪约-迪唐普勒的邮政编码为82290，INSEE市镇编码为82096。

## 政治
拉维勒迪约-迪唐普勒所属的省级选区为卡斯泰尔萨拉桑县。

## 交通
- 拉维勒迪约站（法语：Gare de La Ville-Dieu）

## 人口

1962-2008年间拉维勒迪约-迪唐普勒人口变化图示

拉维勒迪约-迪唐普勒于2022年1月1日时的人口数量为3305人。